# 蘇亞雷斯 (考卡省)
蘇亞雷斯是哥倫比亞的城鎮，位於該國西南部，由考卡省負責管轄，距離首府波帕揚107公里，始建於1823年7月29日，面積389平方公里，海拔高度1,050米，2018年人口為19,690，正緩慢增加中。
2°57′32″N 76°41′43″W / 2.95889°N 76.6953°W